# 濱口京子
濱口京子（1978年1月11日—）東京都台東區出生，是一名日本女子摔跤运动员。她在2008年北京夏季奥林匹克运动会中，参加了女子自由式72公斤比赛并获得铜牌。

## 學歷
- 武藏野初中
- 武藏野高中(中途退學)

## 主要成績
- 1996年日本全國摔跤錦標賽 - 女子個人70kg冠軍
- 1997、1998、1999、2000及2001年日本全國摔跤錦標賽 - 女子個人75kg冠軍
- 1997、1998、1999、2000及2001年世界摔跤錦標賽 - 女子個人75kg冠軍
- 1998年 国際連盟女子最優秀選手
- 2001年東亞運動會 - 女子個人75kg冠軍
- 2002年亞洲運動會 - 女子個人75kg冠軍
- 2002、2003、2005、2011年日本全國摔跤錦標賽 - 女子個人72kg冠軍 (2011年那次獲勝是歷史上第15次獲得冠軍、2005年那次獲勝是10連冠)
- 2002、2003、2005世界摔跤錦標賽 - 女子個人72kg冠軍
- 2004年夏季奥林匹克运动会女子自由式72公斤銅牌
- 2008年夏季奥林匹克运动会女子自由式72公斤銅牌

## 客串電視劇
- 警視廳·搜查一課長(2019年10月3日在日本上映) - 木相田蓮子

## 客串綜藝節目
- news every. (不定期演出)
- 發現世界不可思議!(於2009年11月7日)

## 客串漫畫劇場版
- 劇場版 NARUTO -ナルト- 大興奮!みかづき島のアニマル騒動だってばよ  - (2006年踊り子役)